# Danuta Dworakowska
Danuta Dworakowska-Jedrzejczak (auch Danuta Dworakowski; * 1928) ist eine polnische Pianistin und Musikpädagogin.
Dworakowska spielte seit dem siebenten Lebensjahr Klavier und war Schülerin von Maria Wiłkomirska, Zbigniew Drzewiecki und Henryk Sztompka. Sie nahm am Internationalen Fryderyk-Chopin-Klavierwettbewerb in Warschau teil und gewann die Goldmedaille beim Internationalen Klavierwettbewerb in Genf. Mehrere Jahre wirkte sie als Dozentin an der Musikakademie Warschau. Auf Konzertreisen hatte sie Auftritte in fast allen europäischen Staaten. Auf Schallplatte nahm sie u. a. Kompositionen von Fryderyk Chopin und Ignacy Jan Paderewski auf. Sie lebt in den USA.